# Filament intermedi

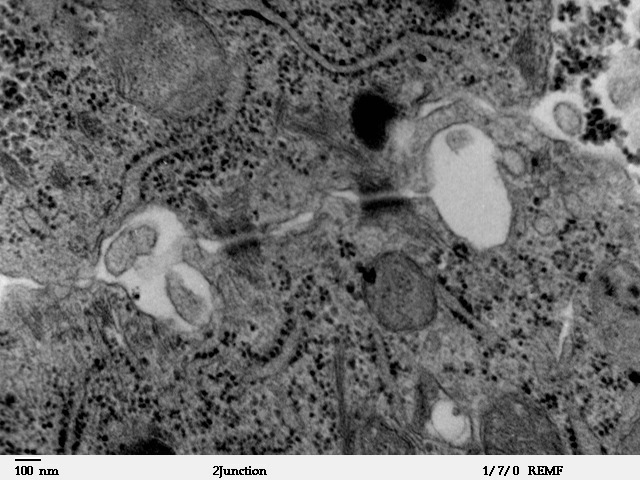
Dos desmosomes mostrant uns conspicus filaments intermedis.

Els filaments intermedis són components del citoesquelet cel·lular animal. Estan formats per agrupacions de proteïnes fibroses. El seu nom prové del seu diàmetre, de 10 nm, menor que el dels microtúbuls, de 24 nm, però major que el dels microfilaments, de 7 nm. Són únics en les cèl·lules animals, i no existeixen ni a les plantes ni als fongs.

## Estructura
Es componen de proteïnes en alfa-hèlix, que s'agrupen de forma jeràrquica per a donar lloc als filaments intermedis:
- Dues proteïnes s'associen de forma paral·lela, és a dir, amb els extrems amínic i carboxílic cap al mateix costat.
  - Dos dímers s'associen de forma antiparal·lela per a crear un tetràmer.
    - Els tetràmers s'associen cap amb cua per a crear llargues fibres, que, a més, s'associen lateralment per a crear el filament intermedi, que sembla una corda formada per cordills de tetràmers units cap amb cua.

La unitat funcional que es considera precursora, per la seva elevada estabilitat al citosol, és el tetràmer
.

## Tipus de proteïnes dels filaments intermedis
1. Làmines nuclears, que se situen sota l'embolcall o membrana nuclear
2. Queratina, fonamental en els teixits epitelials
3. Vimentines i desmines, a les cèl·lules musculars i als fibroblasts
4. Neurofilaments, a les neurones
5. Recentment, s'ha descobert un cinquè tipus de filaments intermedis, presents a les cèl·lules mare, constituïts per la proteïna nestina.

La seva agregació és homo o heteropolimèrica segons el tipus de proteïna: per exemple, les queratines són heteropolimèriques i estan constituïdes per queratines àcides i bàsiques en relació 1:1.

## Funció
La funció principal és donar-li rigidesa a la cèl·lula. La funció depèn de la composició i la localització dels filaments. Les làmines nuclears, a més de donar-li rigidesa al nucli, participen en la regulació de la transcripció. Les queratines, participen en algunes unions cel·lulars (desmosomes).
Irregularitats en l'expressió genètica de les proteïnes dels filaments intermedis causen fragilitat i distròfies cel·lulars (com és el cas de certes cardiomiopaties).

## Estabilitat
Els filaments intermedis, a diferència de l'actina F o els microtúbuls, són molt estables. Per a la seva dinàmica cal la fosforilació i defosforilació dels seus components per mitjà de quinases i fosfatases, respectivament.

## Relació amb altres elements del citoesquelet
Existeixen proteïnes associades als filaments intermedis que estableixen enllaços creuats amb microtúbuls i l'actina.